# أوكتافيا نصر
أوكتافيا نصر (بالإنجليزية: Octavia Nasr)‏ (13 مارس 1966)، صحفية ومذيعة لبنانية/ أمريكية من أصل فلسطيني.

## عن حياتها
عملت أوكتافيا نصر مراسلة إخبارية في قناة إل بي سي ثم انتقلت لسي إن إن في 1990 وتم فصلها في عام 2010 بسبب تعليقها العلني على حسابها في تويتر الذي أظهرت فيه الاحترام للمرجع الشيعي محمد حسين فضل الله. ولدت أوكتافيا نصر في بيروت في لبنان. تشارك في تقديم كلام نواعم على إم بي سي 1 منذ سبتمبر 2012. وبعد فصلها من سي إن إن أعادت هيكلة نشرة الأخبار في إل بي سي. وتتقن اللغات العربية والإنجليزية والفرنسية. وتكتب مقالات رأي في جريدة النهار اللبنانية وفي النسخة الإنجليزية من موقع العربية.نت.

## الجوائز
- 66 ضمن "أقوى 100 امرأة عربية 2013"، أريبيان بزنس[2]
- 185 ضمن "أقوى 500 شخصية عربية 2011"، أريبيان بزنس[3]
- جائزة التميز الإعلامي، غرفة التجارة اللبنانية الأمريكية، 2006[4]

## الحياة الشخصية
متزوجة من مهندس تزيين الحدائق أمير مخول ولديها بنتان نور وآية.

## وصلات خارجية
خيارات العرض الأولية
يُمكن استخدام وسيط |وضع= لضبط خيارات عرض القالب الأوليّة:
- |وضع=collapsed: {{أوكتافيا نصر|وضع=collapsed}} لإظهار القالب مطويًّا، بمعنى إخفاء محتوياته ما عدا الشريط الخاص بالعنوان.
- |وضع=expanded: {{أوكتافيا نصر|وضع=expanded}} لإظهار القالب ممتدًّا، بمعنى إظهاره كاملًا.
- |وضع=autocollapse: {{أوكتافيا نصر|وضع=autocollapse}}
  - لإظهار القالب مطويًّا إلى شريط العنوان إذا وُجِد قالب {{وصلات قالب}}، أو قالب {{شريط جانبي}} أو أي جدول يستخدم متغيّر مطوي في الصفحة.
  - لإظهار القالب في وضع الممتد إذا لم يكن هنالك أي عنصر مطوي في الصفحة.

إذا كان وسيط |وضع= غير مضبوطٍ؛ فإن العرض الأولي للقالب يأخذ الوضع من وسيط |افتراضي= في القالب. وضع هذا القالب الحالي مضبوط على autocollapse.
- أدوات مساعدة: تفقد استخدام الوصلات للقالب